# Редстоун-Арсенал
Редстоун-Арсенал (англ. Redstone-Arsenal) — переписна місцевість в окрузі Медісон, штат Алабама, США.

## Історія

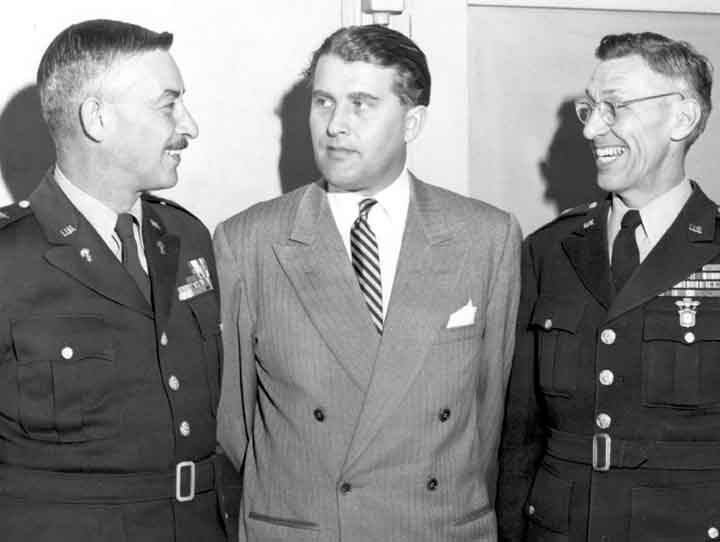
Командування Редстоун-Арсенал з Вернером фон Брауном, 1950-ті рр..

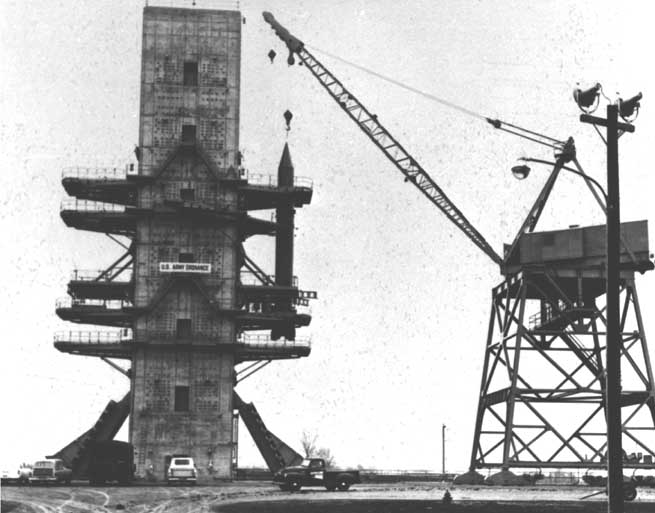
Найбільший стенд в Сполучених Штатах для тестування та випробувань ракетних двигунів в Редстоун-Арсенал. Вони були намічені для використання в програмі «Юпітер».

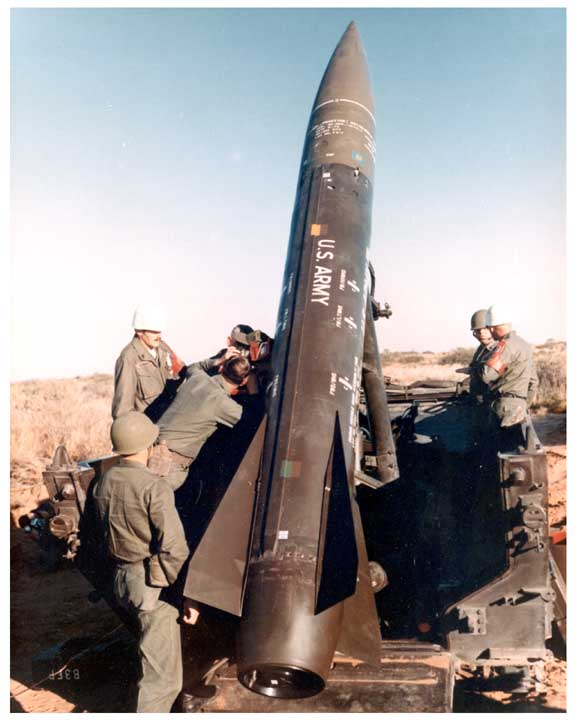
Випробовування тактичної балістичної ракети MGM-52 «Ланс» в Редстоун-Арсенал, 1970-ті рр..

Редстоун-Арсенал знаходиться в самому серці долини річки Теннессі, на півночі штату Алабама. Він був побудований в 1941 році для виробництва звичайних та хімічних боєприпасів, для використання у Другій світовій війні. Протягом понад 40 років, Редстоун був серцем ракетних армії і ракетних програм. Докторр Вернер фон Браун і його німецькі колеги розробили першу балістичну ракету, що привело до створення Космічного центру Маршалла НАСА в 1960 році. Сьогодні, Редстоун є домом для американської армійської авіації та ракетного командування (AMCOM), Космічного командування і протиракетної оборони, численних програм Виконавчого Офісу (ВЕО), та основних компонентів РУМО і Агентства протиракетної оборони. Також тут розташовані численні супутні організації.

## Демографія
За даними перепису 2010 року на території мешкало 1946 осіб. Порівняно з переписом 2000 року, чисельність населення зменшилася на 17,7 %.
- Чоловіків — 1305 (67,1 %);
- Жінок — 641 (32,9 %).

Медіанний вік жителів: 21,9 років;
по Алабамі: 40,9 років.

### Доходи
Розрахунковий медіанний дохід домогосподарства в 2009 році: $55,368 (у 2000: $35,435);
по Алабамі: $40,489.
Розрахунковий дохід на душу населення в 2009 році: $26,835.
Безробітні: 3,9 %.

### Освіта
Серед населення 25 років і старше:
- Середня освіта або вище: 99,5 %;
- Ступінь бакалавра або вище: 27,9 %;
- Вища або спеціальна освіта: 14,0 %.

### Расова / етнічна приналежність
- Білих — 1,232 (63.3 %);
- Афроамериканців — 377 (19.4 %);
- Латиноамериканців — 209 (10.7 %);
- Відносять себе до 2-х або більше рас — 62 (3.2 %);
- азіатів — 33 (1.7 %);
- Індіанців — 20 (1.0 %);
- Корінних жителів Гавайських островів та інших островів Тихого океану — 7 (0.4 %);
- Інші — 6 (0.3 %).

## Нерухомість
Розрахункова медіанна вартість будинку або квартири в 2009 році: $184,028 (у 2000: $112,500);
по Алабамі: $119,600.
Медіанна орендна плата в 2009 році: $953.